# 604 v.Chr.

Toren van Babel (Pieter Bruegel de Oude)

Het jaar 604 v.Chr. is een jaartal volgens de christelijke jaartelling.

## Gebeurtenissen

### Babylonië
- Koning Nebukadnezar II begint een veldtocht naar Palestina om de schatting van Damascus, Juda, Sidon en Tyrus op te eisen.
- Nebukadnezar II brengt het Babylonische Rijk tot bloei, hij is een bekwaam diplomaat en laat de Toren van Babel bouwen.

## Geboren
- Laozi (604 v.Chr. - 531 v.Chr.), Chinees filosoof en schrijver